# Tryphon rutilator
Tryphon rutilator (лат.) — вид наездников-ихневмонид из подсемейства Tryphoninae.

## Распространение
Европейско-сибирский вид. Распространён в Центральной Европе, Финляндии, на севере Ирана, Югославии. На территории бывшего СССР распространён в России, Эстонии и Латвии.

## Описание
Передние крылья в длину: 5—9 мм. Усики состоят из 29—35 сегментов.